# François Xavier Bon de Saint Hilaire
Pour les articles homonymes, voir Bon.
François Xavier Bon de Saint Hilaire, né à Montpellier le 11 octobre 1678 et mort à Narbonne le 18 janvier 1761), président de la Chambre des comptes de Languedoc, est entré dans l'histoire pour l'intérêt qu'il portait à l'utilisation de la soie d'araignée comme fibre textile.

## Biographie
Conscient que la sériciculture dans sa région demeure fragile en raison des maladies du ver à soie, Bon a l'idée d'exploiter la soie d'araignée. Voulant promouvoir la production industrielle de ces produits, il présente en 1709 à l'Académie de Montpellier un mémoire qui détaille le procédé de filage de la soie des araignées. Avec des cocons récoltés directement dans la nature, il parvient à confectionner un tissu en soie d'une couleur grisâtre. Il envoie une paire de bas de soie d'araignée au duc de Noailles et des mitaines en soie à l'abbé Bignon qui préside l'Académie royale des sciences. Des gants de soie d'araignée sont aussi offerts au duc de Brunswick et à l'empereur de Chine.
En 1710, il publie un mémoire intitulé Dissertation sur l'araignée contenant la vertu & les propriétés de cet insecte, avec la qualité & l'usage de la soie qu'il produit & des gouttes qu'on en tire pour la guérison de l'apoplexie, de la léthargie et de toutes les maladies soporeuses. Celui-ci connaît un certain succès : il est réédité plusieurs fois et traduit dans plusieurs langues, dont le chinois. L'Académie des sciences charge deux de ses membres, Jaugeon et Réaumur (encore élève-géomètre) d'examiner les avantages et les inconvénients de la production de la soie d'araignée. Réaumur réussit à nourrir et à élever des araignées dans son jardin. Il juge leurs fils très résistants mais il estime que le tissu est de moins belle facture que celui issu des vers à soie. Enfin, il détermine qu'il faut 55 296 araignées pour que leurs glandes séricigènes produisent 500 grammes de soie, alors que 2 500 vers à soie suffisent, concluant que l'exploitation de la soie d'araignées est non rentable.
Il est créé marquis de Saint-Hilaire par lettres patentes en octobre 1712 et élu associé libre de l'Académie royale des inscriptions et belles-lettres en 1750.
Bon de Saint-Hilaire a aussi parmi ses titres de notoriété d'avoir été l'un des fondateurs de l'Académie des sciences et lettres de Montpellier. Il participait aux travaux de l'académie, notamment aux observations d'éclipses.

## Collectionneur
François Xavier Bon de Saint Hilaire se constitue une collection d’antiquités en achetant des cabinets d’antiquités à Arles, Marseille et Nîmes. S'y trouvent des œuvres gallo-romaines, mais aussi égyptiennes. Il est un des correspondants de Bernard de Montfaucon pour son ouvrage L’Antiquité expliquée.

## Œuvres (liste partielle)
- Manière de composer les gouttes de Montpellier et celle de s'en servir dans plusieurs maladies[5]
- Dissertation sur l'araignée, Paris, Joseph Saugrain, 1710
- Dissertation sur l'utilité de la soye des araignées, augmentée en cette édition de l'analyse chimique de la même soye, ensemble de la manière de composer les gouttes appellées gouttes de Montpellier, & celle de s'en servir dans plusieurs maladies, Montpellier, de l'Imprimerie de François Rochard, 1726[6] — Avec « plusieurs pièces qui ont été composées sur ce sujet »
- Paul de Andreis, La magistrature française sous l'Ancien Régime : une dynastie de premiers présidents — D'après une correspondance inédite, 1711–1741, de F.-X. de Bon, Premier président de la Cour des aydes, comptes et finances de Montpellier[7]